# Gedeón
Gedeón fou una revista satírica espanyola de tiratge setmanal publicada entre 1895 i 1912. Dins del seu gènere se la classifica com de forta «intencionalitat política».
Els principals objectius de la sàtira i crítica política de la publicació foren el Partit Liberal i el Partit Socialista Obrer Espanyol. En novembre de 1898 la revista fou suspesa per publicar una il·lustració caricaturitzant distints membres del Partit Liberal, però tot i així seguiria traient números sota el títol de «Calínez». Hi col·laboreren dibuixants com Pedro Antonio Villahermosa «Sileno», Joaquín Moya, Manuel Tovar, Francesco Sancha Lengo, Vera o Joaquim Xaudaró i Echau. En 1904 fou adquirida per Rodrigo de Figueroa y Torres i finalment, en 1909, per Torcuato Luca de Tena.

## Galeria d'imatges

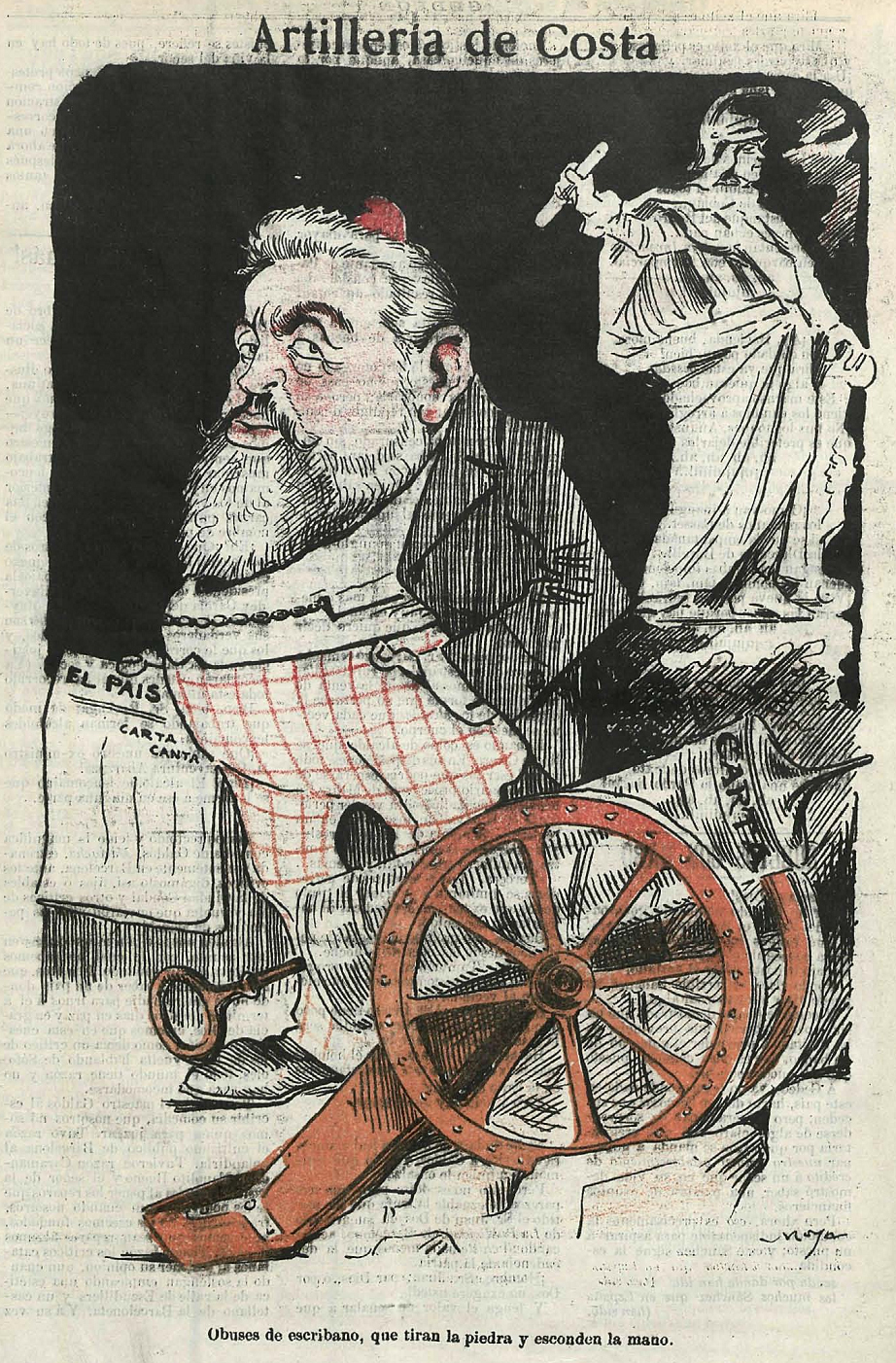
Artillería de Costa, de Moya (1903)
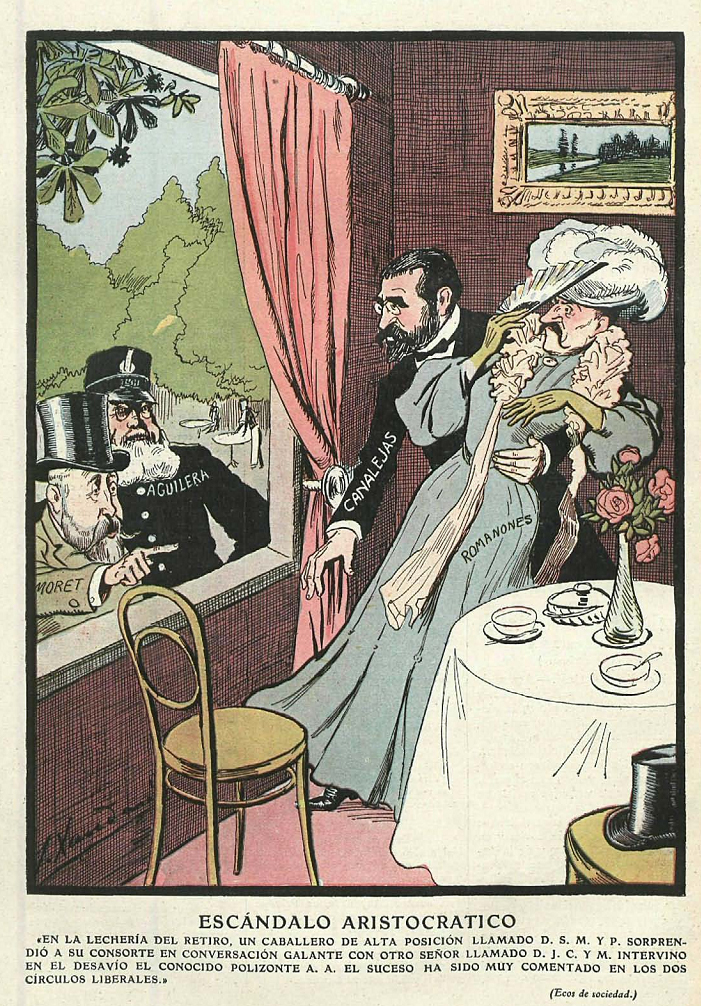
Escándalo aristocrático, de Xaudaró (1904).
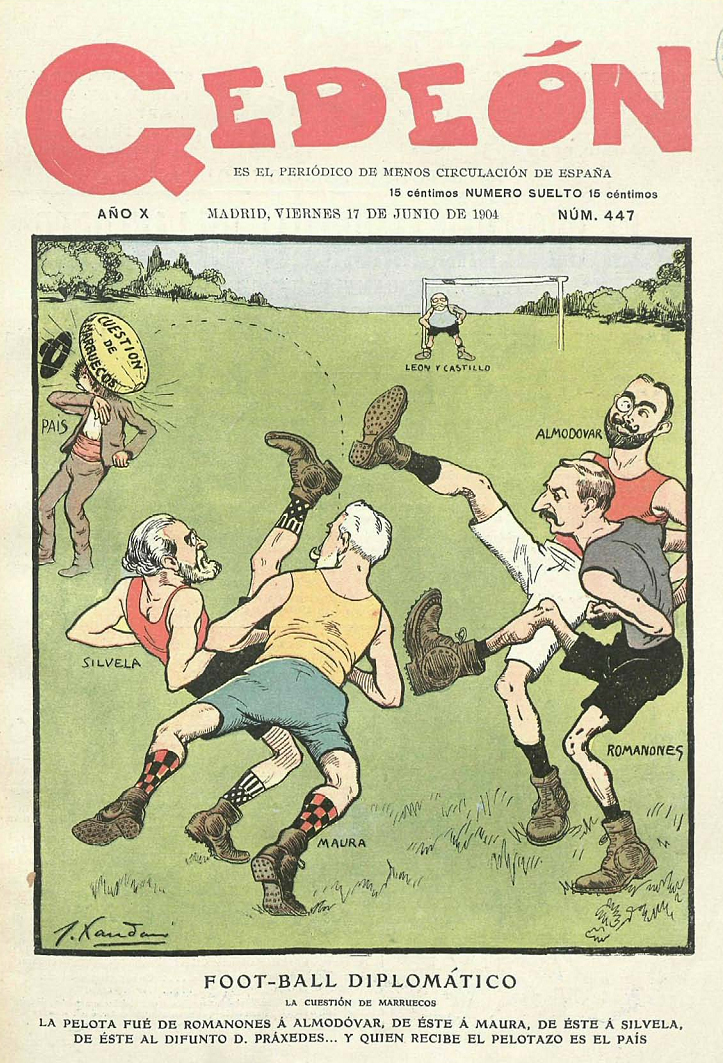
Foot-ball diplomático, de Xaudaró (1904).
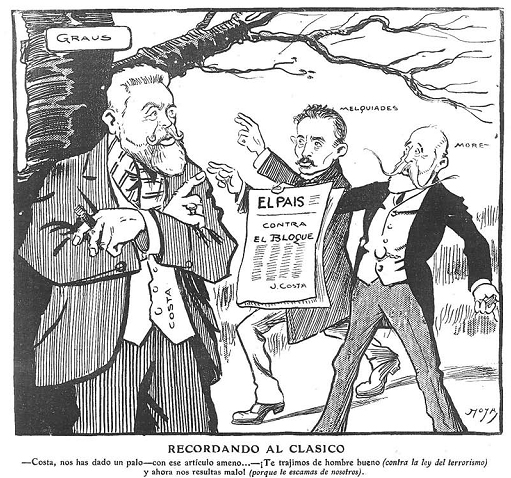
Recordando al clásico, de Moya (1909).
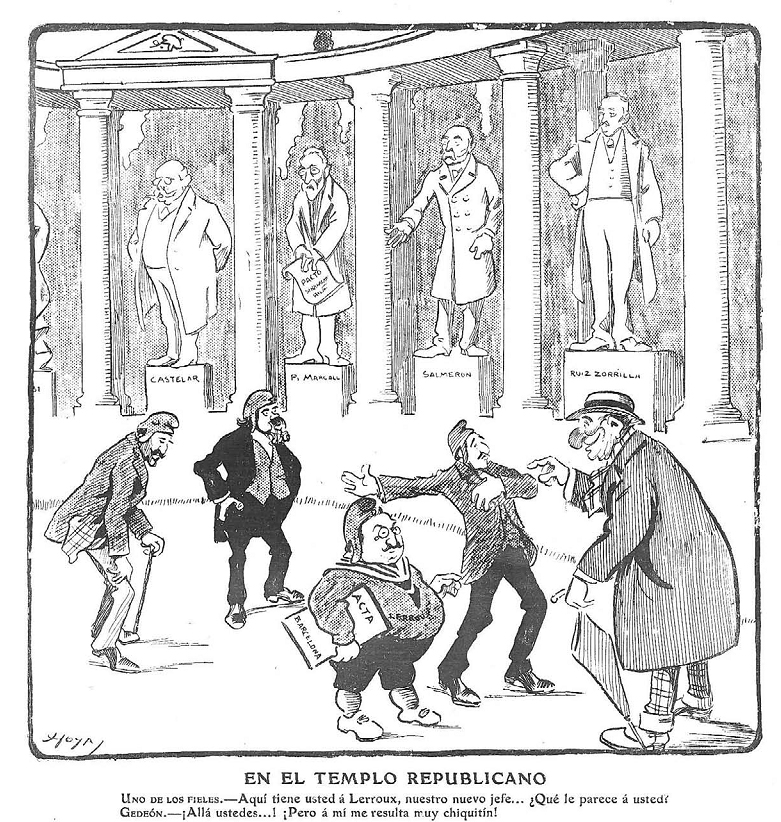
En el templo republicano, de Moya (1909).